# Microctenonyx evansae
Microctenonyx evansae är en spindelart som först beskrevs av George Hazelwood Locket och Anthony Russell-Smith 1980.  Microctenonyx evansae ingår i släktet Microctenonyx och familjen täckvävarspindlar.
Artens utbredningsområde är Nigeria. Inga underarter finns listade i Catalogue of Life.